# Luke Wilson
Luke Cunningham Wilson (Dallas, Texas, 21 de setembre de 1971) és un actor, director i guionista estatunidenc, germà dels actors Andrew i Owen Wilson.

## Biografia
Luke Wilson jugava a beisbol abans d'interpretar davant d'una càmera. Durant molt de temps va ser un dels pilars de l'equip de Texas amb el seu germà Owen, que també esdevindria actor de Shanghai Knights.
Comença la seva carrera el 1994 a Entre lladres, però és a  Scream 2 on té el seu primer paper consistent. Després és el cap de cartell de Blue Streak on actua al costat de Martin Lawrence. A Committed interpreta Carl, l'amant de Heather Graham, abans de ser el promès de Cameron Diaz el 2000 a  Els àngels de Charlie.
El 2001, la carrera de Luke Wilson s'accelera. És al cartell d'Una rossa molt legal, on actua un caçador de talents disfressat de càndid estudiant, enviat per un gabinet d'advocats a una universitat per localitzar futurs socis (entre els quals Ella - Reese Witherspoon). Aquesta pel·lícula li va suposar consagrar-se a Hollywood. El 2002, apareix a The Royal Tenenbaums abans de ser un jove cavaller, solter des de fa massa temps i fent tot per trencar el seu període d'abstinència sexual, en la comèdia Una nit perfecta.
Després d'haver rodat les dues continuacions Els àngels de Charlie: Al límit i Una rossa molt legal 2 el 2003, Luke Wilson roda al costat de la belga Cécile de France a  La volta al món en 80 dies de Frank Coraci. Dos anys després es troba en el quartet amorós de La joia de la família, de Thomas Bezucha, compost per Sarah Jessica Parker, Claire Danes, Dermot Mulroney, Rachel McAdams, Diane Keaton i ell mateix.
Fa aparicions episòdiques en la sèrie That '70s Show on actua el germà de Kelso, Casey Kelso i igualment a la pel·lícula Jackass: Number Two i com a estrella convidada a l'episodi 3 de la temporada 1 de la sèrie Entourage.
El 2005, s'enamora sobtadament de la superheroïna Uma Thurman en La meva súper ex, comèdia romàntica d'Ivan Reitman abans de la comèdia futurista de Mike Judge Idiocracy.
El 2007, encara que havent rodat alguns papers que no li són habituals, canvia de registre encarnant l'espòs de Kate Beckinsale amb assassins maniàtics d'un motel llastimós a Vacancy i fa una incursió en el western a El tren de les 3:10, abans de tornar a la comèdia amb Tenure i Death at a Funeral .
Forma part del Frat Pack, reagrupant els actors còmics hollywoodiencs del moment, com Ben Stiller, Will Ferrell, Vince Vaughn, Steve Carell i el seu germà Owen Wilson.

## Filmografia

### Actor

#### Cinema
- 1994: Entre lladres, de Wes Anderson: Anthony Adams (curtmetratge)
- 1996: Entre lladres, de Wes Anderson: Anthony Adams
- 1997: Bongwater, de Richard Sears: David
- 1997: Ídols, mentides i rock&roll, de Guy Ferland: Henry
- 1997: Els padrins, de Tamra Davis: Jesse Reilly
- 1997: Scream 2, de Wes Craven: "Stab" Billy
- 1998: Dog Park, de Bruce McCulloch: Andy
- 1998: Home Fries, de Dean Parisot: Dorian Montier
- 1998: Rushmore, de Wes Anderson: Dr Peter Flynn
- 1999: Kill The Man, de Tom Booker i Jon Kean: Stanley Simon
- 1999: De lladre a policia, de Les Mayfield: Carlson
- 2000: My Dog Skip, de Jay Russell: Dink Jenkins
- 2000: Committed, de Lisa Krueger: Carl
- 2000: Preston Tylk, de Jon Bokenkamp: Preston Tylk
- 2000: Els àngels de Charlie: Pete Komisky
- 2001: Una rossa molt legal, de Robert Luketic: Emmett Richmond
- 2001: Fugint de la foscor, de Stephen Carpenter: Jude
- 2001: The Royal Tenenbaums, de Wes Anderson: Richie Tenenbaum
- 2002: Una nit perfecta, de Jordan Brady: Stanley
- 2003: Masked and Anonymous, de Larry Charles: Bobby Cupid
- 2003: Old School, de Todd Phillips: Mitch Martin
- 2003: L'Àlex i l'Emma, de Rob Reiner: Alex Sheldon / Adam Shipley
- 2003: Els àngels de Charlie: Al límit, de McG: Pete
- 2003: Una rossa molt legal 2: Emmett Richmond
- 2004: La volta al món en 80 dies, de Frank Coraci: Orville Wright
- 2004: El reporter, d'Adam McKay: Frank Vitchard
- 2004: Wake Up, Ron Burgundy: The Lost Movie (vídeo), d'Adam Mckay: Frank Vitchard
- 2005: Mini's First Time, de Nick Guthe: John Garson
- 2005: Un penques de confiança, d'Andrew Wilson i Luke Wilson: Wendell Baker
- 2005: La joia de la família, de Thomas Bezucha: Ben Stone
- 2006: Hoot, de Wil Shriner: Delinko
- 2007: Vacancy, de Nimród Antal: David Fox
- 2007: Idiocracy, de Mike Judge: Joe Bowers
- 2007: You Kill Me, de John Dahl: Tom
- 2007: El tren de les 3:10 (3:10 to Yuma), de James Mangold: Zeke
- 2007: Blonde Ambition, de Scott Marshall: Ben
- 2008: El miracle de Henry Poole, de Mark Pellington: Henry Poole
- 2009: Tenure, de Mike Million: Charlie Thurber
- 2009: Middle Men, de George Gallo: Jack Harris
- 2010: Death at a Funeral, de Neil LaBute: Derek
- 2015: La veritat fa mal, de Peter Landesman
- 2019: Zombieland: Double Tap, de Ruben Fleischer: Albuquerque

#### Televisió
- 1998: The X-Files, episodi 12 - temporada 5:  Bad Blood , de Cliff Bole: Xèrif Hartwell
- 2002: That 70's Show, episodi 16 - temporada 4: Donna Dates A Kelso, de David Trainer: Casey Kelso
- 2002: That 70's Show, episodi 17 - temporada 4: Kelso's career, de David Trainer: Casey Kelso
- 2002: That 70's Show, episodi 26 - temporada 4: Everybody Loves Casey, de David Trainer: Casey Kelso
- 2002: That 70's Show, episodi 27 - temporada 4:  Love Wisconsin Style, de David Trainer: Casey Kelso
- 2004: That 70's Show , episodi 23 - temporada 6:  I'm Free, de David Trainer: Casey Kelso
- 2004: Entourage, episodi 3-temporada 1:  Talk Show, de Julian Farino: ell mateix
- 2005: That 70's Show, episodi 21 - temporada 7:  2120 So. Michigan Ave , de David Trainer: Casey Kelso

### Director
- 2005: Un penques de confiança (The Wendell Baker Story)

### Guionista
- 2005: The Wendell Baker Story